# Bimetallizmus
A közgazdaságtanban a bimetallizmus (más néven kétfémes pénzrendszer) olyan pénzrendszert jelent, melyben a pénzegységek értéke aranyban és ezüstben is megadható. A két nemesfém közötti átváltási arányt törvényben rögzítik. Gazdaságtörténeti szempontból a 19. század végi Egyesült Államokban volt a legnagyobb súlya a rendszernek, hiszen egyedül ebben az országban termeltek nagy mennyiségben aranyat és ezüstöt is.
Ez a fajta pénzrendszer nem stabil, hajlamos a válságra, mivel a nemesfémek piaci árfolyamát a termelés nagyban befolyásolja. A névértékét meghaladó piaci értékű nemesfémet tartalmazó érmék pedig kikerülnek a forgalomból és nemesfémként kerülnek felhasználásra (Gresham törvénye). Az Egyesült Államokban is ez következett be a 19. század végén, ahol emiatt a bimetallisztikus pénzrendszer a gyakorlatban ezüstalapúvá vált a megugró kaliforniai ezüsttermelés és az emiatti ezüstáresés miatt.